# Бескућништво у Аустрији
За бескућнике и људе погођене претећим губитком стамбеног простора у Аустрији, постоје организације које нуде своју бесплатну помоћ и подршку с циљем заједничког спречавања могућег принудног исељавањa као и поновног проналажења стана. 

## Дефиниција
У Аустрији се дефиниција заснива на европској типологији за бескућништво, нерешено стамбено питање и стамбену угроженост (ЕТХОС), коју је развила Европска кровна организација помоћи бескућницима (ФЕАНТСА): 
Бити без места становања, значи дакле, живети на ограничено време у одређеним институцијама. То нису стална пребивалишта. Ове институције нуде могућност становања на кратко до средњорочно. Ту се убрајају, пре свега, прелазни домови и станови, азили, привремени домови, склоништа за жене, прихватни центри, центри за радну миграцију, затвори, поправни домови, болнице, санаторијуми, омладински домови, дуготрајна пребивалишта за старије бескућнике и амбулантно стамбено збрињавање у самачким становима. 
Треба имати у виду разграничење од других термина: 
- Несигурно становање односи се на људе који немају примарно пребивалиште већ зависе од добре воље других, крше имовинска права других и немају важећу правну основу . Такође и људи погођени принудним исељавањем и насиљем у својим домовима, живе у несигурним животним условима.

- Неадекватни смештај дефинише се као становање на местима која се не називају уобичајеним смештајем, попут каравана или шатора, или у само оскудно импровизованим конструкцијама. Такође и зграде затворене за стамбену употребу, у стању пред рушењем или које је званична служба класификовала као неприкладне, сврстане су у ову категорију.

- Бескућници живе на улици или на јавним местима без смештаја. Такође су и људи који живе у привременим прихватилиштима, без сталног боравка и они који ноћевају у установама са минималним понудама, бескућници. [1]

## Разлози за бескућништво
Министарство социјалних послова наводи следеће разлоге за могуће бескућништво: 
- Принудно исељавање због неплаћања станарине и „недоличног понашања“
- Отпуштање из болница, лечилишта, установа за лечење зависности или психијатрија у случају болничког лечења
- Отпуштање из институција за добробит младих и  васпитних институција због болничког лечења
- Одвајање од породице млађих одраслих особа и омладине
- Отпуштање из истражног затвора, притвора или поправних домова
- Насиље у породици и тиме проузроковано избеглиштво из животне заједнице
- Раздвајање заједница
- Губитак радног места
- Отпуштање азиланата из државног надзора у случају позитивних и негативних решења молби за азил. [2]

Додатне разлоге за бескућништво изнео је Фонд Социјални Беч (ФСБ) током 2016. године. 2500 испитаника је изјавило: 
- 42% особа је остало без посла и због тога више није могло плаћати станарину.
- 32%  је имало раскид везе или развод брака иза себе.
- 26% је било лаковерно или погрешно поступало у вези са новцем.
- 23% је изгубило стан због менталне болести.
- 21% је  изгубило стан због физичке болести. [3]

Бескућништво је такође резултат  кретања на стамбеном и радном тржишту. Трошкови становања, стамбени проблеми попут претрпаности или лошег квалитета становања могу бити знаци будућег бескућништва.  Удружење за помоћ бечком бескућништву објаснило је да смањење минималног дохотка такође значи да стварни трошкови живота често више не могу бити покривени и да то може довести до повећања бескућништва. 
Због недостатка јединствених минималних стандарда, свака покрајина може одредити различите бенефиције. Заоштравањем или смањењем  минималног дохотка заснованог на потребама, примаоцима прети склизавање у бескућништво. 
Бескућницима је такође свако учешће у даљем друштвеном животу практично незамисливо. У многим случајевима обично се досеже крај друштвених односа и долази до прекида у развоју личног идентитета. 